# Gil Bellows
Gil Bellows (Vancouver, British Columbia, 28. lipnja 1967.), kanadski filmski i televizijski glumac, najpoznatiji je po ulozi odvjetnika Billya Thomasa u seriji "Ally McBeal".

## Životopis

### Rani život
Gil je rođen u Vancouveru i pohađao je srednju školu "Magee" zajedno s kolegicom-glumicom Carrie-Anne Moss. Nakon mature, počeo se zanimati za glumu, te je studirao na "Američkoj akademiji dramskih umjetnosti" u Los Angelesu, Kaliforniji.

### Karijera
Prvu važniju ulogu dobiva u filmu iz 1994. godine Iskupljenje u Shawshanku gdje je tumačio Tommya, no televizijskoj je publici najpoznatiji po dvjema ulogama. Prva je ona u odvjetničko-humorističnoj seriji Ally McBeal u kojoj je nastupao tri sezone, a druga poznatija uloga mu je ona u akcijskoj seriji Agencija u kojoj je tumačio lik CIA-inog agenta Matta Callana. Nakon snimanja nekolicine Hallmarkovih filmova, 2008. godine izašla je vijest kako će Gil tumačiti ulogu agenta u nadolazećem filmu, prednastavku serije 24 sata.

### Privatni život
Gil je u braku s glumicom Ryaom Kihlstedt od 1994. godine i s njom ima dvoje djece.

## Filmografija

### Televizijske uloge
- "The Cleaner" kao Mickey Efros (2008.)
- "Terminal City" kao Ari Simpson (2005.)
- "Karen Sisco" kao Donny Pepper (2004.)
- "Zona sumraka" (The Twilight Zone) kao Rob Malone (2003.)
- "Agencija" (The Agency) kao Matt Callan (2001. – 2002.)
- "Ally McBeal" kao Billy Allen Thomas (1997. – 2002.)
- "Night Visions" kao Keith Miller (2001.)
- "Ally" kao Billy Allen Thomas (1999.)
- "Pravda za sve" (The Practice) kao Billy Thomas (1998.)
- "Going to Extremes" kao Ben (1993.)
- "Flying Blind" kao Gerard (1992.)
- "Zakon i red" (Law & Order) kao Howard Metzler (1991.)

### Filmske uloge
- "Unthinkable" kao agent Vincent (2010.)
- "24: Redemption" kao Frank Trammell (2008.)
- "Infected" kao Ben (2008.)
- "Toronto Stories" kao Henry (2008.)
- "Passchendaele" kao Royster (2008.)
- "bgFATdy" kao Sam (2008.)
- "Kill Kill Faster Faster" kao Joey One-Way (2008.)
- "The Promotion" (2008.)
- "Posljednji dani planeta Zemlje" (Final Days of Planet Earth) kao Lloyd Walker (2006.)
- "Prognostičar" (The Weather Man) kao Don (2005.)
- "Keep Your Distance" kao David Dailey (2005.)
- "A Bear Named Winnie" kao John Barret (2004.)
- "Zeyda i plaćenik" (Zeyda and the Hitman) kao Jeff Klein (2004.)
- "Cooking Lessons" kao profesor Mocha (2004.)
- "Childstar" kao Isaac (2004.)
- "How's My Driving" kao Jimmy (2004.)
- "Progonjeni" (Pursued) kao Ben Keats (2004.)
- "EMR" kao bolničar (2004.)
- "Gubitnik" (Blind Horizon) kao Theodore Conway (2003.)
- "Fast Food High" kao Dale White (2003.)
- "1st to Die" kao Chris Raleigh (2003.)
- "Second String" kao Dan Heller (2002.)
- "Whitewash: The Clarence Brandley Story" kao Mike De Guerin (2002.)
- "Mermaid Chronicles Part 1: She Creature" kao Miles (2001.)
- "Chasing Sleep" kao Derm (2000.)
- "Lijepi Joe" (Beautiful Joe) kao Elton (2000.)
- "The Courage to Love" kao Gerard Gaultier (2000.)
- "Say You'll Be Mine" kao Mason (1999.)
- "Dinner ad Fred's" kao Richard (1999.)
- "Judin poljubac" (Judas Kiss) kao Lizard Browning (1998.)
- "The Assistant" kao Frank Alpine (1997.)
- "Snow White: A Tale of Terror" kao Will (1997.)
- "Un amour de sorcière" kao Michael (1997.)
- "The Substance of Fire" kao Val Chenard (1996.)
- "Radiant City" kao Bert Kramer (1996.)
- "Bijele laži" (White Lies) kao punker (1996.)
- "Rapsodija u Miamiju" (Miami Rhapsody) kao Matt (1995.)
- "Silver Strand" kao Brian Del Piso (1995.)
- "Black Day, Blue Night" (1995.)
- "Iskupljene u Shawshanku" (The Shawshank Redemption) kao Tommy (1994.)
- "Love and a .45" kao Watty Watts (1994.)